# Потыкино
Потыкино — деревня в Тутаевском районе Ярославской области России. В рамках организации местного самоуправления входит в Левобережное сельское поселение, в рамках административно-территориального устройства — относится к Никольскому сельскому округу.

## География
Расположена в 26 километрах к северо-востоку от райцентра города Тутаев.

## История
Церковь в селе была воздвигнута в 1811 году действительным статским советником Ушаковым и заключала в себе два престола: Спаса Нерукотворного Образа и Павла Исповедника Патриарха Царь-града.
В конце XIX — начале XX село входило в состав Понгиловской волости Романово-Борисоглебского уезда Ярославской губернии.
С 1929 года деревня являлась центром Потыкинского сельсовета Тутаевского района, с 1954 года — в составе Никольского сельсовета, с 2005 года — в составе Левобережного сельского поселения.

## Население
| 1859 | 1914 | 2002 | 2007 | 2010 |
| ---- | ---- | ---- | ---- | ---- |
| 35   | ↗65  | ↘5   | ↘3   | ↘1   |

## Известные жители
- Ушаков, Павел Николаевич (1779—1853) — командир эпохи наполеоновских войн, генерал от инфантерии, генерал-адъютант.
- Ушаков, Сергей Николаевич (1776—1814) — командир эпохи наполеоновских войн, генерал-майор.

## Инфраструктура
Было личное подсобное хозяйство с зоной сельскохозяйственного использования, индивидуальная застройка усадебного типа.

## Транспорт
Деревня доступна автотранспортом. 